# 色地镇
色地乡，是中华人民共和国四川省阿坝藏族羌族自治州红原县下辖的一个乡镇级行政单位。

## 行政区划
色地乡下辖以下地区：
色地一村、色地二村和色地三村。